# Juraj Kadlec
Juraj Kadlec (Bratislava, 7. lipnja 1931. – Chatham, 1. lipnja 2014.) bio je slovački nogometaš i kasnije katolički svećenik.
Nakon utakmice Srednjoeuropskoga kupa s Romom odselio se kako bi studirao teologiju u inozemstvu. Kardinal Josef Beran zaredio ga je 1967. za svećenika. Djelovao je kao salezijanski misionar u Kanadi.